# Championnat du monde de vitesse moto 2006
Navigation
Édition précédente Édition suivante
Le Championnat du monde de vitesse moto 2006 est la 58e saison de vitesse moto organisée par la FIM.

Ce championnat comporte dix-sept courses de Grand Prix pour la catégorie MotoGP, et seize pour les catégories 250 cm3 et 125 cm3 (seule l'épreuve de MotoGP est inscrite au programme du Grand Prix des États-Unis).

## Attribution des points
Les points du championnat sont attribués aux quinze premiers de chaque course :
| Classement | 1  | 2  | 3  | 4  | 5  | 6  | 7 | 8 | 9 | 10 | 11 | 12 | 13 | 14 | 15 |
| ---------- | -- | -- | -- | -- | -- | -- | - | - | - | -- | -- | -- | -- | -- | -- |
| Points     | 25 | 20 | 16 | 13 | 11 | 10 | 9 | 8 | 7 | 6  | 5  | 4  | 3  | 2  | 1  |

## Grand-Prix de la saison 2006

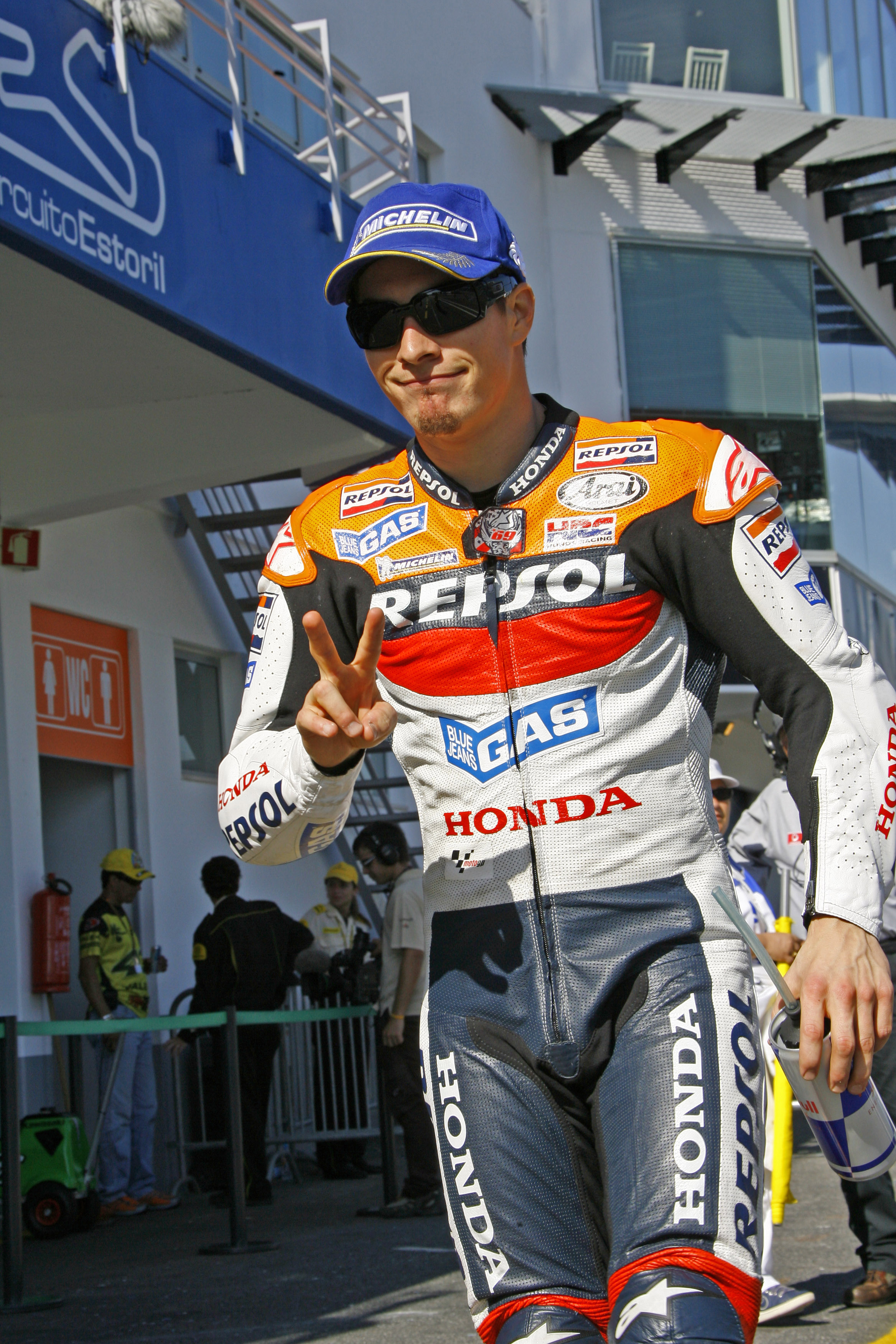
Nicky Hayden remporte le titre à l'issue d'une saison serrée face à Valentino Rossi.

| 1  | 26-03 | Grand Prix d'Espagne             | Jerez de la Frontera | Résumé |
| 2  | 08-04 | Grand Prix du Qatar              | Losail               | Résumé |
| 3  | 30-04 | Grand Prix de Turquie            | Istanbul             | Résumé |
| 4  | 14-05 | Grand Prix de Chine              | Shanghai             | Résumé |
| 5  | 21-05 | Grand Prix de France             | Le Mans              | Résumé |
| 6  | 04-06 | Grand Prix d'Italie              | Mugello              | Résumé |
| 7  | 18-06 | Grand Prix de Catalogne          | Barcelone            | Résumé |
| 8  | 24-06 | Grand Prix des Pays-Bas          | Assen                | Résumé |
| 9  | 02-07 | Grand Prix de Grande-Bretagne    | Donington            | Résumé |
| 10 | 16-07 | Grand Prix d'Allemagne           | Sachsenring          | Résumé |
| 11 | 23-07 | Grand Prix des États-Unis        | Laguna Seca          | Résumé |
| 12 | 20-08 | Grand Prix de République tchèque | Brno                 | Résumé |
| 13 | 10-09 | Grand Prix de Malaisie           | Sepang               | Résumé |
| 14 | 17-09 | Grand Prix d'Australie           | Phillip Island       | Résumé |
| 15 | 24-09 | Grand Prix du Japon              | Motegi               | Résumé |
| 16 | 15-10 | Grand Prix du Portugal           | Estoril              | Résumé |
| 17 | 29-10 | Grand Prix de Valence            | Valence              | Résumé |

## Résultats

### Moto GP
| N° | Date  | Grand Prix                       | Vainqueur       | Deuxième        | Troisième       |
| -- | ----- | -------------------------------- | --------------- | --------------- | --------------- |
| 1  | 26-03 | Grand Prix d'Espagne             | Loris Capirossi | Daniel Pedrosa  | Nicky Hayden    |
| 2  | 08-04 | Grand Prix du Qatar              | Valentino Rossi | Nicky Hayden    | Loris Capirossi |
| 3  | 30-04 | Grand Prix de Turquie            | Marco Melandri  | Casey Stoner    | Nicky Hayden    |
| 4  | 14-05 | Grand Prix de Chine              | Daniel Pedrosa  | Nicky Hayden    | Colin Edwards   |
| 5  | 21-05 | Grand Prix de France             | Marco Melandri  | Loris Capirossi | Daniel Pedrosa  |
| 6  | 04-06 | Grand Prix d'Italie              | Valentino Rossi | Loris Capirossi | Nicky Hayden    |
| 7  | 18-06 | Grand Prix de Catalogne          | Valentino Rossi | Nicky Hayden    | Kenny Roberts   |
| 8  | 24-06 | Grand Prix des Pays-Bas          | Nicky Hayden    | Shinya Nakano   | Daniel Pedrosa  |
| 9  | 02-07 | Grand Prix de Grande-Bretagne    | Daniel Pedrosa  | Valentino Rossi | Marco Melandri  |
| 10 | 16-07 | Grand Prix d'Allemagne           | Valentino Rossi | Marco Melandri  | Nicky Hayden    |
| 11 | 23-07 | Grand Prix des États-Unis        | Nicky Hayden    | Daniel Pedrosa  | Marco Melandri  |
| 12 | 20-08 | Grand Prix de République tchèque | Loris Capirossi | Valentino Rossi | Daniel Pedrosa  |
| 13 | 10-09 | Grand Prix de Malaisie           | Valentino Rossi | Loris Capirossi | Daniel Pedrosa  |
| 14 | 17-09 | Grand Prix d'Australie           | Marco Melandri  | Chris Vermeulen | Valentino Rossi |
| 15 | 24-09 | Grand Prix du Japon              | Loris Capirossi | Valentino Rossi | Marco Melandri  |
| 16 | 15-10 | Grand Prix du Portugal           | Toni Elías      | Valentino Rossi | Kenny Roberts   |
| 17 | 29-10 | Grand Prix de Valence            | Troy Bayliss    | Loris Capirossi | Nicky Hayden    |

### 250cm3
| N° | Date  | Grand Prix                       | Vainqueur             |
| -- | ----- | -------------------------------- | --------------------- |
| 1  | 26-03 | Grand Prix d'Espagne             | Jorge Lorenzo         |
| 2  | 08-04 | Grand Prix du Qatar              | Jorge Lorenzo         |
| 3  | 30-04 | Grand Prix de Turquie            | Hiroshi Aoyama        |
| 4  | 14-05 | Grand Prix de Chine              | Héctor Barberá        |
| 5  | 21-05 | Grand Prix de France             | Yuki Takahashi        |
| 6  | 04-06 | Grand Prix d'Italie              | Jorge Lorenzo         |
| 7  | 18-06 | Grand Prix de Catalogne          | Andrea Dovizioso      |
| 8  | 24-06 | Grand Prix des Pays-Bas          | Jorge Lorenzo         |
| 9  | 02-07 | Grand Prix de Grande-Bretagne    | Jorge Lorenzo         |
| 10 | 16-07 | Grand Prix d'Allemagne           | Yuki Takahashi        |
| 11 | 23-07 | Grand Prix des États-Unis        | Pas d'épreuve 250 cm³ |
| 12 | 20-08 | Grand Prix de République tchèque | Jorge Lorenzo         |
| 13 | 10-09 | Grand Prix de Malaisie           | Jorge Lorenzo         |
| 14 | 17-09 | Grand Prix d'Australie           | Jorge Lorenzo         |
| 15 | 24-09 | Grand Prix du Japon              | Hiroshi Aoyama        |
| 16 | 15-10 | Grand Prix du Portugal           | Hiroshi Aoyama        |
| 17 | 29-10 | Grand Prix de Valence            | Alex De Angelis       |

### 125cm3
| N° | Date  | Grand Prix                       | Vainqueur             |
| -- | ----- | -------------------------------- | --------------------- |
| 1  | 26-03 | Grand Prix d'Espagne             | Álvaro Bautista       |
| 2  | 08-04 | Grand Prix du Qatar              | Álvaro Bautista       |
| 3  | 30-04 | Grand Prix de Turquie            | Héctor Faubel         |
| 4  | 14-05 | Grand Prix de Chine              | Mika Kallio           |
| 5  | 21-05 | Grand Prix de France             | Thomas Lüthi          |
| 6  | 04-06 | Grand Prix d'Italie              | Mattia Pasini         |
| 7  | 18-06 | Grand Prix de Catalogne          | Álvaro Bautista       |
| 8  | 24-06 | Grand Prix des Pays-Bas          | Mika Kallio           |
| 9  | 02-07 | Grand Prix de Grande-Bretagne    | Álvaro Bautista       |
| 10 | 16-07 | Grand Prix d'Allemagne           | Mattia Pasini         |
| 11 | 23-07 | Grand Prix des États-Unis        | Pas d'épreuve 125 cm³ |
| 12 | 20-08 | Grand Prix de République tchèque | Álvaro Bautista       |
| 13 | 10-09 | Grand Prix de Malaisie           | Álvaro Bautista       |
| 14 | 17-09 | Grand Prix d'Australie           | Álvaro Bautista       |
| 15 | 24-09 | Grand Prix du Japon              | Mika Kallio           |
| 16 | 15-10 | Grand Prix du Portugal           | Álvaro Bautista       |
| 17 | 29-10 | Grand Prix de Valence            | Héctor Faubel         |

## Classements

### Classements des pilotes
- Les courses marquées en bleu se sont déroulées sous la pluie.

#### MotoGP
| Pos | Pilote    | Moto     | ESP | QAT | TUR | CHN | FRA | ITA | CAT | NED | GBR | GER | USA | CZE | MAL | AUS | JPN | POR | VAL | Pts |
| --- | --------- | -------- | --- | --- | --- | --- | --- | --- | --- | --- | --- | --- | --- | --- | --- | --- | --- | --- | --- | --- |
| 1   | Hayden    | Honda    | 3   | 2   | 3   | 2   | 5   | 3   | 2   | 1   | 7   | 3   | 1   | 9   | 4   | 5   | 5   | Ab. | 3   | 252 |
| 2   | Rossi     | Yamaha   | 14  | 1   | 4   | Ab. | Ab. | 1   | 1   | 8   | 2   | 1   | Ab. | 2   | 1   | 3   | 2   | 2   | 13  | 247 |
| 3   | Capirossi | Ducati   | 1   | 3   | 6   | 8   | 2   | 2   | Ab. | 15  | 9   | 5   | 8   | 1   | 2   | 7   | 1   | 12  | 2   | 229 |
| 4   | Melandri  | Honda    | 5   | 7   | 1   | 7   | 1   | 6   | Ab. | 7   | 3   | 2   | 3   | 5   | 9   | 1   | 3   | 8   | 5   | 228 |
| 5   | Pedrosa   | Honda    | 2   | 6   | 14  | 1   | 3   | 4   | Ab. | 3   | 1   | 4   | 2   | 3   | 3   | 15  | 7   | Ab. | 4   | 215 |
| 6   | Roberts   | Roberts  | 8   | 10  | 13  | 13  | Ab. | 8   | 3   | 5   | 5   | Ab. | 4   | 4   | 7   | 14  | 9   | 3   | 8   | 134 |
| 7   | Edwards   | Yamaha   | 11  | 9   | 9   | 3   | 6   | 12  | 5   | 13  | 6   | 12  | 9   | 10  | 10  | Ab. | 8   | 4   | 9   | 124 |
| 8   | Stoner    | Honda    | 6   | 5   | 2   | 5   | 4   | Ab. | Ab. | 4   | 4   | DNS | Ab. | 6   | 8   | 6   | Ab. | Ab. | Ab. | 119 |
| 9   | Elías     | Honda    | 4   | 8   | 5   | 11  | 9   | 7   | Ab. | DNS | INJ | 11  | 15  | 11  | Ab. | 9   | 6   | 1   | 6   | 116 |
| 10  | Hopkins   | Suzuki   | 9   | Ab. | 17  | 4   | 15  | 10  | 4   | 6   | 8   | 10  | 6   | 7   | 6   | 12  | 12  | 6   | 11  | 116 |
| 11  | Vermeulen | Suzuki   | 12  | Ab. | 7   | Ab. | 10  | 14  | 6   | 10  | 16  | 7   | 5   | 12  | 11  | 2   | 11  | 9   | Ab. | 98  |
| 12  | Tamada    | Honda    | 10  | 14  | 10  | 6   | 7   | 9   | 7   | 11  | 11  | Ab. | 11  | 13  | 14  | 10  | 10  | 5   | 12  | 96  |
| 13  | Gibernau  | Ducati   | Ab. | 4   | 11  | 9   | 8   | 5   | Ab. | INJ | INJ | 8   | 10  | INJ | 5   | 4   | 4   | Ab. | INJ | 95  |
| 14  | Nakano    | Kawasaki | 7   | 11  | 8   | 10  | 12  | 11  | DSQ | 2   | Ab. | 6   | Ab. | 8   | Ab. | 8   | Ab. | Ab. | 7   | 92  |
| 15  | Checa     | Yamaha   | 13  | 12  | 15  | 14  | 11  | 15  | 8   | 9   | 10  | 9   | 7   | 15  | 12  | Ab. | 14  | 7   | 10  | 75  |
| 16  | de Puniet | Kawasaki | Ab. | Ab. | 12  | 12  | Ab. | 13  | Ab. | 14  | 12  | Ab. | 12  | 14  | 13  | 11  | Ab. | 10  | Ab. | 37  |
| 17  | Hofmann   | Ducati   | 15  | 15  | 16  | 15  | 13  | Ab. | 10  | 12  | 13  | Ab. | 14  | 16  | 15  | 13  | 16  | 11  | Ab. | 30  |
| 18  | Ellison   | Yamaha   | 16  | 13  | 18  | 16  | 14  | 16  | 9   | Ab. | 14  | 13  | 13  | 17  | 16  | 16  | 15  | 13  | 14  | 26  |
| 19  | Bayliss   | Ducati   |     |     |     |     |     |     |     |     |     |     |     |     |     |     |     |     | 1   | 25  |
| 20  | Cardoso   | Ducati   | Ab. | 16  | Ab. | 17  | Ab. | 17  | 11  | 17  | 15  | 14  | 16  | Ab. | 17  | 17  | Ab. | 14  | Ab. | 10  |
| 21  | Akiyoshi  | Suzuki   |     |     |     |     |     |     |     |     |     |     |     |     |     |     | 13  |     |     | 3   |
| 22  | McCoy     | Ilmor    |     |     |     |     |     |     |     |     |     |     |     |     |     |     |     | 15  | 15  | 2   |
| -   | Fabrizio  | Honda    |     |     |     |     |     |     |     |     | DNS |     |     |     |     |     |     |     |     | 0   |
| Pos | Pilote    | Moto     | ESP | QAT | TUR | CHN | FRA | ITA | CAT | NED | GBR | GER | USA | CZE | MAL | AUS | JPN | POR | VAL | Pts |

| Couleur | Résultat                     |
| ------- | ---------------------------- |
| Or      | Vainqueur                    |
| Argent  | 2e place                     |
| Bronze  | 3e place                     |
| Vert    | Terminé, dans les points     |
| Bleu    | Terminé, pas dans les points |
| Violet  | Abandon (Ab.) ou (Ret)       |
| Violet  | Non classé (NC)              |
| Rouge   | Pas qualifié (DNQ)           |
| Noir    | Disqualifié (DSQ)            |
| Blanc   | Pas au départ (DNS)          |
| Blanc   | Forfait (WD)                 |
| Blanc   | N'a pas participé (DNP)      |
| Blanc   | Blessé (INJ)                 |
| Blanc   | Exclu (EX)                   |
| Blanc   | Course annulée (C)           |

| Position | 1  | 2  | 3  | 4  | 5  | 6  | 7 | 8 | 9 | 10 | 11 | 12 | 13 | 14 | 15 |
| Points   | 25 | 20 | 16 | 13 | 11 | 10 | 9 | 8 | 7 | 6  | 5  | 4  | 3  | 2  | 1  |

#### 250 cm³
| Place | Pilote              | Num | Pays               | Équipe                                                                     | Points | Vict. |
| ----- | ------------------- | --- | ------------------ | -------------------------------------------------------------------------- | ------ | ----- |
| 1     | Jorge Lorenzo       | 48  | Espagne            | Fortuna Aprilia-Aprilia                                                    | 289    | 8     |
| 2     | Andrea Dovizioso    | 34  | Italie             | Humangest Racing Team-Honda                                                | 272    | 2     |
| 3     | Alex De Angelis     | 7   | Saint-Marin        | Master - MVA-Aprilia                                                       | 228    | 1     |
| 4     | Hiroshi Aoyama      | 4   | Japon              | Red Bull-KTM                                                               | 193    | 2     |
| 5     | Roberto Locatelli   | 15  | Italie             | Team Tóth-Aprilia                                                          | 191    | 0     |
| 6     | Yuki Takahashi      | 55  | Japon              | Humangest Racing Team-Honda                                                | 156    | 2     |
| 7     | Héctor Barberá      | 80  | Espagne            | Fortuna Aprilia-Aprilia                                                    | 152    | 1     |
| 8     | Shuhei Aoyama       | 73  | Japon              | Repsol Honda-Honda                                                         | 99     | 0     |
| 9     | Sylvain Guintoli    | 50  | France             | Equipe GP de France - Scrab-Aprilia                                        | 96     | 0     |
| 10    | Marco Simoncelli    | 58  | Italie             | Squadra Métis Gilera Racing-Gilera                                         | 92     | 0     |
| 11    | Anthony West        | 14  | Australie          | Kiefer - Bos - Racing-Aprilia                                              | 78     | 0     |
| 12    | Jakub Smrž          | 96  | République tchèque | Cardion AB Motoracing-Aprilia                                              | 58     | 0     |
| 13    | Alex Debón          | 6   | Espagne            | Fortuna Aprilia-Aprilia                                                    | 50     | 0     |
| 14    | Manuel Poggiali     | 54  | Saint-Marin        | Red Bull-KTM                                                               | 50     | 0     |
| 15    | Martín Cárdenas     | 36  | Colombie           | Würth Honda BQR-Honda Repsol Honda-Honda                                   | 37     | 0     |
| 16    | Alex Baldolini      | 25  | Italie             | Matteoni Racing-Aprilia                                                    | 26     | 0     |
| 17    | Andrea Ballerini    | 8   | Italie             | Campetella Racing-Aprilia                                                  | 24     | 0     |
| 18    | Sebastián Porto     | 19  | Argentine          | Repsol Honda-Honda                                                         | 20     | 0     |
| 19    | Aleix Espargaró     | 42  | Espagne            | Wurth Honda BQR-Honda                                                      | 20     | 0     |
| 20    | Jules Cluzel        | 16  | France             | Equipe GP de France-Aprilia                                                | 15     | 0     |
| 21    | Dirk Heidolf        | 28  | Allemagne          | Kiefer - Bos - Racing-Aprilia                                              | 15     | 0     |
| 22    | Arnaud Vincent      | 21  | France             | Arie Molenaar Racing-Honda                                                 | 14     | 0     |
| 23    | Arturo Tizón        | 23  | Espagne            | Wurth Honda BQR-Honda                                                      | 11     | 0     |
| 24    | David de Gea        | 41  | Espagne            | Repsol Honda-Honda                                                         | 9      | 0     |
| 25    | Ryuji Yokoe         | 86  | Japon              | RT Morinokumasan Sendai-Yamaha                                             | 8      | 0     |
| 26    | Franco Battaini     | 9   | Italie             | Campetella Racing-Aprilia                                                  | 7      | 0     |
| 27    | Fabricio Perren     | 37  | Argentine          | Stop And Go Racing Team-Honda                                              | 5      | 0     |
| 28    | Ratthapark Wilairot | 87  | Thaïlande          | Thai Honda Castrol Endurance-Honda                                         | 6      | 0     |
| 29    | Jordi Carchano      | 24  | Espagne            | Stop And Go Racing Team-Aprilia WTR Blauer USA-Aprilia                     | 4      | 0     |
| 30    | Seijin Oikawa       | 89  | Japon              | Will Access With Plus Myu-Yamaha                                           | 3      | 0     |
| 31    | Taro Sekiguchi      | 44  | Japon              | Campetella Racing-Aprilia                                                  | 3      | 0     |
| 32    | Chaz Davies         | 57  | Royaume-Uni        | Campetella Racing-Aprilia Arie Molenaar Racing-Honda Grillini Racing-Honda | 3      | 0     |
| 33    | Luca Morelli        | 22  | Italie             | Nocable Angaia Racing-Aprilia                                              | 2      | 0     |
| 34    | Álvaro Molina       | 41  | Espagne            | Andalucia Team Mas-Aprilia                                                 | 2      | 0     |

#### 125 cm³
| Place | Pilote           | Num   | Pays               | Équipe                                                  | Points | Vict. |
| ----- | ---------------- | ----- | ------------------ | ------------------------------------------------------- | ------ | ----- |
| 1     | Álvaro Bautista  | 19    | Espagne            | Master - MVA-Aprilia                                    | 338    | 8     |
| 2     | Mika Kallio      | 36    | Finlande           | Red Bull KTM-KTM                                        | 262    | 3     |
| 3     | Héctor Faubel    | 55    | Espagne            | Master - MVA-Aprilia                                    | 197    | 2     |
| 4     | Mattia Pasini    | 75    | Italie             | Master - MVA-Aprilia                                    | 192    | 2     |
| 5     | Sergio Gadea     | 33    | Espagne            | Master - MVA-Aprilia                                    | 160    | 0     |
| 6     | Lukáš Pešek      | 52    | République tchèque | Derbi Racing-Derbi                                      | 154    | 0     |
| 7     | Gábor Talmácsi   | 14    | Hongrie            | Humangest Racing Team-Honda                             | 119    | 0     |
| 8     | Thomas Lüthi     | 1     | Suisse             | Elit - Caffe Latte-Honda                                | 113    | 1     |
| 9     | Julián Simón     | 60    | Espagne            | Red Bull KTM-KTM                                        | 97     | 0     |
| 10    | Joan Olivé       | 6     | Espagne            | SSM Racing-Aprilia                                      | 85     | 0     |
| 11    | Fabrizio Lai     | 32    | Italie             | Valsir Seedor Racing-Honda                              | 83     | 0     |
| 12    | Simone Corsi     | 24    | Italie             | Squadra Corse Metis Gilera-Gilera                       | 79     | 0     |
| 13    | Pablo Nieto      | 22    | Espagne            | Multimedia Racing-Aprilia                               | 66     | 0     |
| 14    | Nicolás Terol    | 18    | Espagne            | Derbi Racing-Derbi                                      | 53     | 0     |
| 15    | Tomoyoshi Koyama | 71    | Japon              | Malaguti Ajo Corse-Malaguti                             | 49     | 0     |
| 16    | Raffaele De Rosa | 35    | Italie             | Multimedia Racing-Aprilia                               | 37     | 0     |
| 17    | Sandro Cortese   | 11    | Allemagne          | Elit - Caffe Latte-Honda                                | 23     | 0     |
| 18    | Ángel Rodríguez  | 10    | Espagne            | 3C Racing-Aprilia                                       | 20     | 0     |
| 19    | Bradley Smith    | 38    | Royaume-Uni        | Repsol Honda-Honda                                      | 20     | 0     |
| 20    | Pol Espargaró    | 92/42 | Espagne            | Team RACC Derbi-Derbi Campetella Racing Junior-Derbi    | 19     | 0     |
| 21    | Lorenzo Zanetti  | 8     | Italie             | Skilled I.S.P.A. Racing Team-Aprilia                    | 18     | 0     |
| 22    | Andrea Iannone   | 29    | Italie             | Campetella Racing Junior-Aprilia WTR Blauer USA-Aprilia | 15     | 0     |
| 23    | Esteve Rabat     | 80/34 | Espagne            | Wurth Honda-Honda                                       | 11     | 0     |
| 24    | Karel Abraham    | 44    | République tchèque | Cardion AB Motoracing-Aprilia                           | 8      | 0     |
| 25    | Mike Di Meglio   | 63    | France             | FFM Honda Grand Prix 125-Honda                          | 8      | 0     |
| 26    | Stefan Bradl     | 17    | Allemagne          | Red Bull KTM Junior Team-KTM                            | 4      | 0     |
| 27    | Federico Sandi   | 12    | Italie             | SSM Racing-Aprilia                                      | 4      | 0     |
| 28    | Manuel Hernández | 43    | Espagne            | Nocable Angaia Racing-Honda                             | 4      | 0     |
| 29    | Hiroaki Kuzuhara | 90    | Japon              | WTR Blauer USA-Aprilia                                  | 1      | 0     |

### Classement des constructeurs

#### Classement constructeur des MotoGP
| Place | Constructeur | Points | Vict. |
| ----- | ------------ | ------ | ----- |
| 1     | Honda        | 360    | 8     |
| 2     | Yamaha       | 289    | 5     |
| 3     | Ducati       | 248    | 4     |
| 4     | Suzuki       | 151    | 0     |
| 5     | KR211V       | 134    | 0     |
| 6     | Kawasaki     | 109    | 0     |
| 7     | Ilmor        | 2      | 0     |

#### Classement constructeur des 250 cm³
| Place | Constructeur | Points | Vict. |
| ----- | ------------ | ------ | ----- |
| 1     | Aprilia      | 357    | 10    |
| 2     | Honda        | 290    | 4     |
| 3     | KTM          | 205    | 2     |
| 4     | Gilera       | 92     | 0     |
| 5     | Yamaha       | 8      | 0     |

#### Classement constructeur des 125 cm³
| Place | Constructeur | Points | Vict. |
| ----- | ------------ | ------ | ----- |
| 1     | Aprilia      | 373    | 12    |
| 2     | KTM          | 267    | 3     |
| 3     | Honda        | 170    | 1     |
| 4     | Derbi        | 163    | 0     |
| 5     | Gilera       | 79     | 0     |
| 6     | Malaguti     | 49     | 0     |

## Pilotes

### MotoGP
| Équipe                | Constructeur | Moto                   | Pneu | N° | Pilote             |
| --------------------- | ------------ | ---------------------- | ---- | -- | ------------------ |
| Camel Yamaha          | Yamaha       | Yamaha YZR-M1          | M    | 5  | Colin Edwards      |
| Camel Yamaha          | Yamaha       | Yamaha YZR-M1          | M    | 46 | Valentino Rossi    |
| Konica Minolta Honda  | Honda        | Honda RC211V           | M    | 6  | Makoto Tamada      |
| Tech 3 Yamaha         | Yamaha       | Yamaha YZR-M1          | D    | 7  | Carlos Checa       |
| Tech 3 Yamaha         | Yamaha       | Yamaha YZR-M1          | D    | 77 | James Ellison      |
| Team Roberts          | Team Roberts | KR211V                 | M    | 10 | Kenny Roberts, Jr. |
| Ducati Marlboro Team  | Ducati       | Ducati Desmosedici GP6 | B    | 15 | Sete Gibernau      |
| Ducati Marlboro Team  | Ducati       | Ducati Desmosedici GP6 | B    | 65 | Loris Capirossi    |
| Ducati Marlboro Team  | Ducati       | Ducati Desmosedici GP6 | B    | 66 | Alex Hofmann       |
| Ducati Marlboro Team  | Ducati       | Ducati Desmosedici GP6 | B    | 12 | Troy Bayliss       |
| Kawasaki Racing Team  | Kawasaki     | Kawasaki Ninja ZX-RR   | B    | 17 | Randy de Puniet    |
| Kawasaki Racing Team  | Kawasaki     | Kawasaki Ninja ZX-RR   | B    | 56 | Shinya Nakano      |
| Kawasaki Racing Team  | Kawasaki     | Kawasaki Ninja ZX-RR   | B    | 8  | Naoki Matsudo      |
| Rizla Suzuki MotoGP   | Suzuki       | Suzuki GSV-R           | B    | 21 | John Hopkins       |
| Rizla Suzuki MotoGP   | Suzuki       | Suzuki GSV-R           | B    | 71 | Chris Vermeulen    |
| Rizla Suzuki MotoGP   | Suzuki       | Suzuki GSV-R           | B    | 64 | Kousuke Akiyoshi   |
| Repsol Honda Team     | Honda        | Honda RC211V           | M    | 26 | Dani Pedrosa       |
| Repsol Honda Team     | Honda        | Honda RC211V           | M    | 69 | Nicky Hayden       |
| Honda LCR             | Honda        | Honda RC211V           | M    | 27 | Casey Stoner       |
| Pramac d'Antin MotoGP | Ducati       | Ducati Desmosedici GP5 | D    | 30 | José Luis Cardoso  |
| Pramac d'Antin MotoGP | Ducati       | Ducati Desmosedici GP5 | D    | 66 | Alex Hofmann       |
| Pramac d'Antin MotoGP | Ducati       | Ducati Desmosedici GP5 | D    | 22 | Ivan Silva         |
| Fortuna Honda Gresini | Honda        | Honda RC211V           | M    | 24 | Toni Elías         |
| Fortuna Honda Gresini | Honda        | Honda RC211V           | M    | 33 | Marco Melandri     |
| Fortuna Honda Gresini | Honda        | Honda RC211V           | M    | 84 | Michel Fabrizio    |
| Ilmor SRT             | Ilmor        | Ilmor X3               | M    | 8  | Garry McCoy        |

| Légende             | Légende |
| ------------------- | ------- |
| Pilotes titulaires  |         |
| Pilotes invités     |         |
| Pilotes remplaçants |         |

### 250 cm³
| Équipe                          | Constructeur | Moto               | N° | Pilote            |
| ------------------------------- | ------------ | ------------------ | -- | ----------------- |
| Red Bull KTM GP 250             | KTM          | KTM FRR 250        | 4  | Hiroshi Aoyama    |
| Red Bull KTM GP 250             | KTM          | KTM FRR 250        | 54 | Manuel Poggiali   |
| Master - MVA Aspar Team         | Aprilia      | Aprilia RSA 250    | 7  | Alex De Angelis   |
| Kiefer-Bos-Racing               | Aprilia      | Aprilia RSW 250 LE | 14 | Anthony West      |
| Kiefer-Bos-Racing               | Aprilia      | Aprilia RSW 250 LE | 28 | Dirk Heidolf      |
| Team Tóth                       | Aprilia      | Aprilia RSW 250 LE | 15 | Roberto Locatelli |
| Equipe GP De France-Scrab       | Aprilia      | Aprilia RSW 250 LE | 16 | Jules Cluzel      |
| Equipe GP De France-Scrab       | Aprilia      | Aprilia RSW 250 LE | 50 | Sylvain Guintoli  |
| Repsol Honda                    | Honda        | Honda RS250RW      | 19 | Sebastián Porto   |
| Repsol Honda                    | Honda        | Honda RS250RW      | 73 | Shuhei Aoyama     |
| Arie Molenaar Racing            | Honda        | Honda RS250RW      | 21 | Arnaud Vincent    |
| Nocable Angaia Racing           | Aprilia      | Aprilia RSW 250 LE | 22 | Luca Morelli      |
| Wurth Honda BQR                 | Honda        | Honda RS250RW      | 23 | Arturo Tizón      |
| Wurth Honda BQR                 | Honda        | Honda RS250RW      | 36 | Martín Cárdenas   |
| Wurth Honda BQR                 | Honda        | Honda RS250RW      | 40 | Sinan Sofuoğlu    |
| Stop And Go Racing Team         | Honda        | Honda RS250RW      | 24 | Jordi Carchano    |
| Matteoni Racing                 | Aprilia      | Aprilia RSW 250 LE | 25 | Alex Baldolini    |
| Matteoni Racing                 | Aprilia      | Aprilia RSW 250 LE | 85 | Alessio Palumbo   |
| Humangest Racing Team           | Honda        | Honda RS250RW      | 34 | Andrea Dovizioso  |
| Humangest Racing Team           | Honda        | Honda RS250RW      | 55 | Yuki Takahashi    |
| WTR Blauer USA                  | Aprilia      | Aprilia RSW 250 LE | 41 | Michele Danese    |
| WTR Blauer USA                  | Aprilia      | Aprilia RSW 250 LE | 24 | Jordi Carchano    |
| TicinoHosting Campetella Racing | Aprilia      | Aprilia RSW 250 LE | 44 | Taro Sekiguchi    |
| TicinoHosting Campetella Racing | Aprilia      | Aprilia RSW 250 LE | 57 | Chaz Davies       |
| TicinoHosting Campetella Racing | Aprilia      | Aprilia RSW 250 LE | 8  | Andrea Ballerini  |
| Fortuna Aprilia                 | Aprilia      | Aprilia RSA 250    | 48 | Jorge Lorenzo     |
| Fortuna Aprilia                 | Aprilia      | Aprilia RSA 250    | 80 | Héctor Barberá    |
| Squadra Corse Metis Gilera      | Gilera       | Gilera RSW 250 LE  | 58 | Marco Simoncelli  |
| Cardion AB Motoracing           | Aprilia      | Aprilia RSW 250 LE | 96 | Jakub Smrž        |
| Aprilia Racing                  | Aprilia      | Aprilia RSW 250 LE | 6  | Alex Debon        |
| Andalucia Team Mas              | Aprilia      | Aprilia RSW 250 LE | 31 | Álvaro Molina     |
| Jaap Kingma Racing              | Aprilia      | Aprilia RSW 250 LE | 66 | Hans Smees        |
| China Zongshen Team             | Aprilia      | Aprilia RSW 250 LE | 59 | Ho Ching Feng     |
| Benelli QJ Team of China        | Aprilia      | Aprilia RSW 250 LE | 60 | Wang Zhu          |
| Benelli QJ Team of China        | Aprilia      | Aprilia RSW 250 LE | 61 | Li Zheng Peng     |
| Yamaha Tianjian Racing Team     | Yamaha       | Yamaha TZM250      | 62 | Huang Shi Zhao    |
| Yamaha Tianjian Racing Team     | Yamaha       | Yamaha TZM250      | 63 | Xiao Jin          |

| Légende             | Légende |
| ------------------- | ------- |
| Pilotes titulaires  |         |
| Pilotes invités     |         |
| Pilotes remplaçants |         |

### 125 cm³
| Num | Pilote            | Pays                   | Équipe                               |
| --- | ----------------- | ---------------------- | ------------------------------------ |
| 1   | Thomas Lüthi      | Drapeau de la Suisse   | Elit - Caffe Latte-Honda             |
| 6   | Joan Olivé        | Drapeau de l'Espagne   | SSM Racing-Aprilia                   |
| 7   | Alexis Masbou     | Drapeau de la France   | Malaguti Ajo Corse-Malaguti          |
| 8   | Lorenzo Zanetti   | Drapeau de l'Italie    | Skilled I.S.P.A. Racing Team-Aprilia |
| 9   | Michael Ranseder  | Drapeau de l'Autriche  | Red Bull Junior-KTM                  |
| 10  | Ángel Rodríguez   | Drapeau de l'Espagne   | 3C Racing-Aprilia                    |
| 11  | Sandro Cortese    | Drapeau de l'Allemagne | Elit - Caffe Latte-Honda             |
| 12  | Federico Sandi    | Drapeau de l'Italie    | SSM Racing-Aprilia                   |
| 13  | Dino Lombardi     | Drapeau de l'Italie    | 3C Racing-Aprilia                    |
| 14  | Gábor Talmácsi    | Drapeau de la Hongrie  | Humangest Racing Team-Honda          |
| 15  | Michele Pirro     | Drapeau de l'Italie    | WTR Blauer USA-Aprilia               |
| 16  | Michele Conti     | Drapeau de l'Italie    | Valsir Seedorf Racing-Honda          |
| 17  | Stefan Bradl      | Drapeau de l'Allemagne | Red Bull Junior-KTM                  |
| 18  | Nicolás Terol     | Drapeau de l'Espagne   | Derbi Racing-Derbi                   |
| 19  | Álvaro Bautista   | Drapeau de l'Espagne   | Master - MVA-Aprilia                 |
| 20  | Roberto Tamburini | Drapeau de l'Italie    | Matteoni Racing-Aprilia              |
| 21  | Mateo Túnez       | Drapeau de l'Espagne   | Master - MVA-Aprilia                 |
| 22  | Pablo Nieto       | Drapeau de l'Espagne   | Multimedia Racing-Aprilia            |
| 23  | Lorenzo Baroni    | Drapeau de l'Italie    | Humangest Racing Team-Honda          |
| 24  | Simone Corsi      | Drapeau de l'Italie    | Squadra Corse Metis Gilera-Gilera    |
| 26  | Vincent Braillard | Drapeau de la Suisse   | Multimedia Racing-Aprilia            |
| 29  | Andrea Iannone    | Drapeau de l'Italie    | Campetella Racing Junior-Aprilia     |
| 32  | Fabrizio Lai      | Drapeau de l'Italie    | Valsir Seedor Racing-Honda           |
| 33  | Sergio Gadea      | Drapeau de l'Espagne   | Master - MVA-Aprilia                 |
| 34  | Esteve Rabat      | Drapeau de l'Espagne   | Wurth Honda BQR-Honda                |
| 35  | Raffaele De Rosa  | Drapeau de l'Italie    | Multimedia Racing-Aprilia            |
| 36  | Mika Kallio       | Drapeau de la Finlande | Red Bull KTM-KTM                     |
| 37  | Joey Litjens      | Drapeau des Pays-Bas   | Arie Molenaar Racing-Honda           |
| 38  | Bradley Smith     | Drapeau du Royaume-Uni | Repsol Honda-Honda                   |
| 43  | Manuel Hernández  | Drapeau de l'Espagne   | Nocable Angaia Racing-Honda          |
| 44  | Karel Abraham     | Drapeau de la Tchéquie | Cardion AB Motoracing-Aprilia        |
| 45  | Imre Tóth         | Drapeau de la Hongrie  | Team Tóth-Aprilia                    |
| 52  | Lukáš Pešek       | Drapeau de la Tchéquie | Derbi Racing-Derbi                   |
| 53  | Simone Grotzkyj   | Drapeau de l'Italie    | Campetella Racing Junior-Aprilia     |
| 55  | Héctor Faubel     | Drapeau de l'Espagne   | Master - MVA-Aprilia                 |
| 60  | Julián Simón      | Drapeau de l'Espagne   | Red Bull KTM-KTM                     |
| 63  | Mike Di Meglio    | Drapeau de la France   | FFM Honda Grand Prix 125-Honda       |
| 71  | Tomoyoshi Koyama  | Drapeau du Japon       | Malaguti Ajo Corse-Malaguti          |
| 75  | Mattia Pasini     | Drapeau de l'Italie    | Master - MVA-Aprilia                 |
| 90  | Hiroaki Kuzuhara  | Drapeau du Japon       | Malaguti Ajo Corse-Malaguti          |